# Michiel Carrée
Michiel Carrée, auch Michiel Carree oder Michiel Carré, (getauft am 21. September 1657, geboren in Den Haag; beerdigt am 5. Oktober 1727, gestorben in Alkmaar) war ein niederländischer Tier- und Landschaftsmaler.

## Leben
Carrée war ein Sohn von Franziskus Carrée und dessen Frau Geertruyt (geborene Buys). Er wurde in eine niederländische Malerfamilie hineingeboren, die seit dem 17. bis in das 19. Jahrhundert hinein, insbesondere in Den Haag und Amsterdam, tätig war. Sein Vater war am Hofe von Prinz Wilhelm Friedrich tätig. Den ersten Unterricht erhielt er durch seinen Bruder und kam anschließend zu Nicolaes Berchem, der ihn in seinem Schaffen beeinflusste. Er spezialisierte sich insbesondere auf ländliche Szenen mit Vieh und Hirten.
Carrée arbeitete zunächst in Den Haag und von 1686 bis 1692 in Amsterdam. 1692 nahm er den Kupferstecher Johannes Visscher als Schüler an. Anschließend war er bis 1695 in England tätig, wo er mit Jan Wyck und Pieter Roestraten arbeitete. Im Jahr 1697 wurde er als Tier- und Landschaftsmaler von Friedrich von Preußen als Hofmaler nach Berlin berufen, da Abraham Jansz. Begeyn in diesem Jahr verstorben war. 1702 wurde Carrée zum Außerordentlichen Adjunkt der Akademie der Künste ernannt. Nach dem Tod des Königs am 23. Februar 1713 wurde er entlassen. Zu seinen bevorzugten Motiven gehörten idyllische Landschaften mit Weidevieh. Im Jahr 1713 kehrte er nach Amsterdam zurück, wo er viele Zimmer ausmalte. Er trat am 6. Dezember 1725 in die Gilde zu Alkmaar ein. Hier lebte er bis zu seinem Tod 1727. Viele seiner Gemälde sind in bedeutenden europäischen Museen zu sehen, einige kamen in die Berliner Schlösser oder waren in den Galerien in Braunschweig, Göttingen, Hampton Court, Hannover, Leipzig, Mannheim, Oldenburg, St. Petersburg, Schwerin, Schleißheim, Stockholm oder Wien zu sehen. Er war zudem ein Schüler von Govert van der Leeuw (1645–1688). Im Museum Boymans in Rotterdam gab es ein Gemälde, das 1685 datiert ist.

## Familie
Carrées Eltern waren vermutlich François Carré (auch Franziskus oder Frans) und dessen Frau  Geertruyt – da es zu jener Zeit mindestens zwei Personen mit dem Namen Michiel Carré[e] oder Karee gab, von denen einer bereits 1694 verstorben war.
Frans Carrée (1630–1669) wurde zum Geistlichen der Jesuiten ausgebildet. Er erlernte das Malen und wurde von Prinz Wilhelm Friedrich, dem Statthalter von Friesland, zum Hofkünstler ernannt. Er heiratete am 21. November 1649 Geertruyt (geborene Buys, gestorben 1681), das Paar hatte vermutlich fünf Kinder.
- Catharina Carrée (getauft am 28. September 1650)
- Antonetta Carrée (getauft am 15. Juni 1655)
- Hendrik Carrée [I] (2. Oktober 1656–7. Juli 1721).[5] Sollte wie der Vater Priester werden. Nach dem Tod des Vaters durfte er die Lateinschule verlassen und widmete sich der Zeichenkunst und Malerei. Er heiratete Maria (geborene Thomans) und hatte mehrere Söhne, die ebenfalls Maler wurden, sowie drei Töchter:
  - Frans Abraham Carrée (11. Januar 1684–1721) ging früh nach England, wo er auch heiratete.
  - Abraham Carrée (27. Mai 1694–1758), galt als guter Kopist.
  - Handrik Carrée [II] (7. September 1696–22. März 1775), wurde Dekorations-, Porträt- und Miniaturmaler.
  - Johannes Carrée (3. Dezember 1698–21. März 1772), wurde Porträt- und Historienmaler ⚭ 21. Mai 1725 mit Hendrina (geborene de Jongh).
    - Handrik Carrée [III] (21. Februar 1732– 25. Februar 1814), wurde Maler und Restaurator.
- Anna Carrée (getauft am 28. November 1660).

Carrée war seit dem 29. März 1686 mit Anthonia (geborene Steen, 1661–1726) verheiratet. Zu dieser Zeit lebte die Familie in Amsterdam.
- Alida Carrée (etwa 1686–1747), war als Aquarell- und Fächermalerin tätig.[7]
- Hendrik Carrée [IV] (nach 1686–1726), der ebenfalls Maler war.[8]

## Werke (Auswahl)

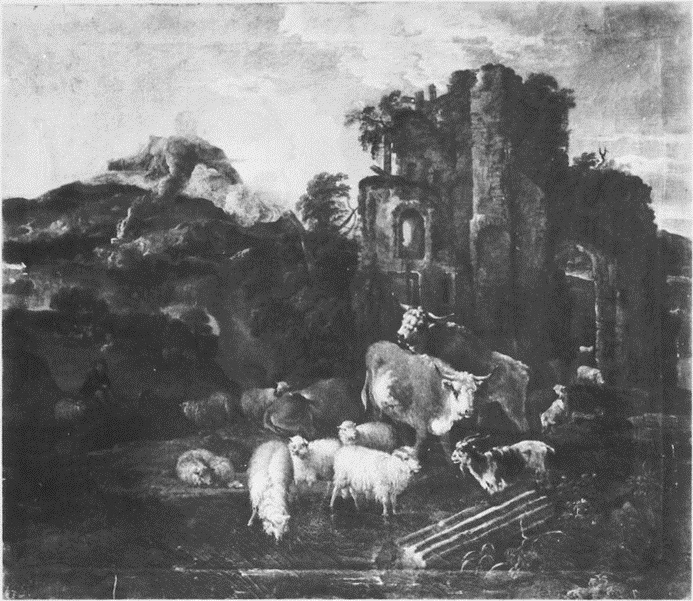
Landschaft mit Ruinen
Herzog Anton Ulrich-Museum

- Landschaft oder Vieherde mit Ruinen, Viehstück mit der flötenden Schäferin und Viehstück mit dem Bauernhause im Herzog Anton Ulrich-Museum in Braunschweig
- Bewaldete Landschaft mit Vieh. 1685 im Museum Boijmans Van Beuningen[9]
- Landschaft mit rotem Stier. zwischen 1680 und 1727 in der Hunterian Art Gallery der University of Glasgow[10]
- Landschaft mit Ruine und Hirten. im Kulturhistorischen Museum Magdeburg[3]
- Gefecht zwischen Affen, Viehstück und Hirschjagd. im Rijksmuseum Amsterdam